# 夕暮れはラブ・ソング
「夕暮れはラブ・ソング」（ゆうぐれはラブ・ソング）は、1980年7月にリリースされた桜田淳子の31枚目のシングルである。

## 解説
- 主演ドラマ『愛の教育』の主題歌。オープニングで使用された音源は、シングル盤とは少しアレンジが異なっている。

- 歌番組では椅子に腰掛けて足を組むというスタイルの演出で歌った。

## 収録曲
- 全曲作・編曲：深町純

1. 夕暮れはラブ・ソング (4分2秒)
作詞：岡本おさみ
2. ひと房の葡萄 (4分1秒)
作詞：藤公之介